# Assi alla ribalta
Assi alla ribalta è un film del 1954 diretto da Ferdinando Baldi e Giorgio Cristallini.

## Trama
Il direttore dell'agenzia investigativa "La Rapida" scopre che un ladro di gioielli frequenta il teatro. Così dà l'incarico a due goffi e pasticcioni detective di sorvegliare tutti i teatri della zona. L'attività svolta dai due, entrando di teatro in teatro, fa quindi da filo conduttore collegando numerose scenette riprese da varie riviste e ampiamente sfruttate in seguito anche dalla TV.

## Distribuzione
Il lungometraggio girato nel 1954 fu distribuito nel 1959.